# Coral (Schiff)
Die Coral war ein Kreuzfahrtschiff der Reederei Louis Cruises, welches 1971 als Cunard Adventurer für die britische Cunard Line in Dienst gestellt wurde. Das Schiff blieb bis zum Herbst 2011 im Dienst und wurde nach gut zwei Jahren Aufliegezeit 2014 im indischen Alang abgewrackt.

## Planung und Bau
Die Cunard Adventurer wurde unter der Werftnummer 329 bei der Rotterdamsche Droogdok Maatschappij in Rotterdam gebaut und am 2. Februar 1971 vom Stapel gelassen. Die Cunard Adventurer war zusammen mit ihrem Schwesterschiff Cunard Ambassador der erste ausschließlich für Kreuzfahrten konfigurierte Neubau der Cunard Line, sowie das kleinste Schiff in der Flotte der Reederei.

## Dienstzeit

### Cunard Line
Die Cunard Adventurer wurde am 19. Oktober 1971 an die Cunard Line abgeliefert und am 19. November 1971 in Dienst gestellt. Die erste Fahrt führte das Schiff von Southampton in die Karibik, wo es fortan für Kreuzfahrten eingesetzt wurde. 1976 kollidierte die Cunard Adventurer während einer Kreuzfahrt mit der Carla C., wurde jedoch nicht ernsthaft beschädigt und konnte ihre Fahrt daher fortsetzen. Nachdem mit der Cunard Countess und der Cunard Conquest zwei größere Neubauten in Dienst gestellt worden waren, verkaufte Cunard die Cunard Adventurer 1977 an die Kloster Cruise Line. Ihr Schwesterschiff Cunard Ambassador war bereits 1974 nach einem schweren Brand als Totalschaden verkauft und 1975 zum Tiertransporter umgebaut worden.

### Kloster Cruise Line

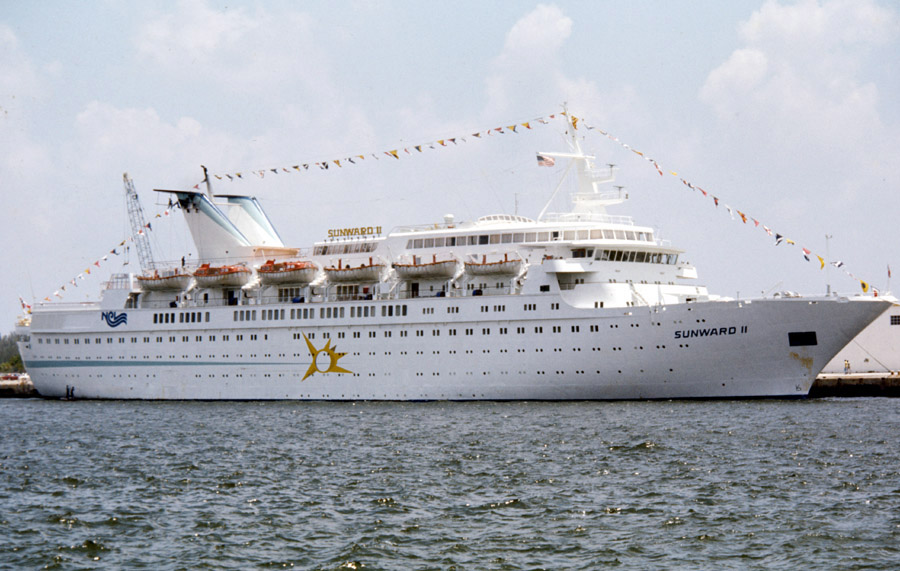
Als Sunward II in Miami, Dezember 1980

Unter dem neuen Namen Sunward II wurde das Schiff nach einer Modernisierung bei der Lloyd Werft Bremerhaven weiterhin für Karibikkreuzfahrten für die Kloster Cruise Line, sowie deren Nachfolger Norwegian Cruise Line unter der Flagge des Vereinigten Königreiches eingesetzt. Ab 1987 war das Schiff auf den Bahamas registriert.

### Epirotiki Lines
1991 kaufte die griechische Epirotiki Lines das Schiff und benannte es in Triton um. Neues Einsatzgebiet des in Piräus registrierten Schiffes war nun das Mittelmeer. 1995 wurde die Triton von Royal Olympic Cruises gechartert. Am 4. Juni 1996 musste das Schiff mit 570 Passagieren an Bord nach einem Brand im Maschinenraum vor Rhodos evakuiert werden. Nach Reparaturarbeiten in Rhodos konnte es jedoch noch im selben Monat wieder in Dienst gestellt werden.

### Louis Cruises
2005 kaufte die in Zypern ansässige Reederei Louis Cruises das Schiff und setzte es unter dem Namen Coral weiterhin für Mittelmeerkreuzfahrten ein, ehe es im Herbst 2011 ausgemustert und in Eleusis aufgelegt wurde. 2010 kam das Schiff unter der Flagge Maltas in Fahrt. Ursprünglich sollte das Schiff im Sommer 2014 modernisiert und als Louis Rhea wieder in Dienst gestellt werden, was jedoch nicht verwirklicht wurde. Stattdessen wurde die Coral im Dezember 2013 in Cora umbenannt und zum Abwracken ins indische Alang verkauft, wo sie im Januar 2014 unter der Flagge von St. Kitts und Nevis  eintraf. Der Abbruch des 43 Jahre alten Schiffes war bis zum Herbst 2014 abgeschlossen.